# La Oreja de Van Gogh
La Oreja de Van Gogh (abreviat LODVG, LOVG) este o formație muzicală spaniolă originară din San Sebastian, Spania. Formația a luat naștere în anul 1996 iar denumirea în limba română a formației se traduce prin urechea lui Van Gogh. Trupa a fost formată de Pablo Benegas, Álvaro Fuentes, Xabi San Martín, Haritz Garde și Amaia Montero. Grupul La Oreja de Van Gogh a vândut 8 milioane de discuri fiind formația spaniolă care a obținmut cele mai mari vânzări în primul deceniu al secolului XXI. Sunt câștigătorii a numeroase premii printre care :premii Grammy Latino și MTV Europa. 

## Stil
Chiar dacă este considerată o formație de muzică pop, de-a lungul timpului au abordad sau au fost influențați și de alte stiluri precum: Ranchera, bossa nova, muzică electronică sau rock. 
De asemenea stilul abordat de formație se încadrează în stilul Donosti Sound, stil care a luat naștere și s-a făcut cunoscut în anii '80 de către formațiile pop rock din San Sebastian. Mai pregnant acest stil se observă în primele lor două albume, ultimele apropiindu-se mai mult de mainstream și sunt mai inovatoare din punct de vedere stilistic.

## Istoric
Înainte ca vocalista Amaia Montero să se unească restului grupului, în anul 1996, aceștia deja formaseră o formație cu un an înainte, formație ce purta numele de Los sin nombre (cei fără nume).  Pablo Benegas era chitarist, Álvaro Fuentes basist, Xabi San Martín cânta la clape iar Haritz Garde la baterie. Cei patru obișnuiau să scoată versiuni ale unor celebre cântece ale formațiilor  U2, Pearl Jam, SA sau Nirvana. După ce au început să compună ei înșiși melodii au avut nevoie de încă o voce, alături de cea a lui Xabi. La o petrecere a unor prieteni Pablo o aude pe Amaia Montero interpretând melodia Nothing compares 2U a lui Sinead O'Connor și insistă să dea o probă cu formația în care cânta. După probă toți membrii formații ai fost de acord cu intrarea ei în grup. După integrarea în formație a Amaiei, grupul și-a schimbat denumirea la inițiativa acesteia dobândind numele actual. Amaia în afară de vocalistă este și compozitoarea  multor piese ale formației, la care a lucrat singură( Soñaré, Puedes Contar Conmigo, și Nadie como tú) sau împreună cu Pablo și Xabi.

## Părăsirea formației de către Amaia

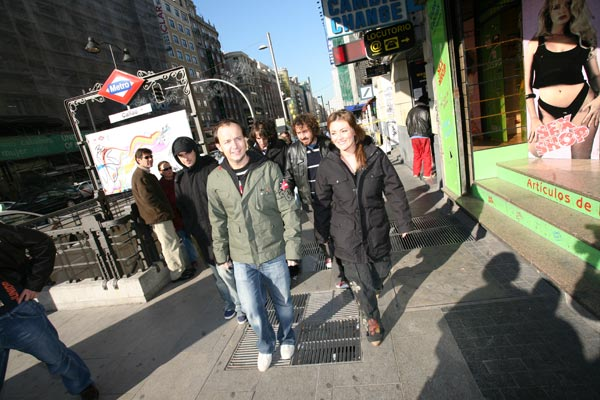
Membrii formației pe străzile din Madrid

În data de 19 noiembrie 2007, Amaia Montero a anunțat pe blogul oficial al formației că a hotărâr să părăsească formația după 11 ani împreună pentru a-și continua cariera ca solistă. Știrea a avut un mare impact asupra fanilor formației. Restul grupului îi vor informa pe fani că vor continua să cânte și să compună și câ își vor căuta o altă solistă cât de curând. În timp ce căutau noua voce a formației, vor scoate un ultim disc în care va mai apărea vocea Amaiei,  LOVG - Grandes éxitos, o copilație cuprinzând marile lor hituri care va apărea pe piață la data de 24 iunie 2008. 
La data de 16 mai 2008, ziarul local din Donostia, El Diario Vasco, a anunțat că noua solistă vocală a formației este Leire Martinez și că aceasta se află în Franța la înregistrări cu cei de la La Oreja de van Gogh. De-abia la data de 14 iulie 2008, formația a declarat, oficial, că noua voce a formației este Leire.

## Discografie
Albume de studio
| An   | Álbum                                         |
| ---- | --------------------------------------------- |
| 1998 | Dile al sol                                   |
| 2000 | El viaje de Copperpot                         |
| 2003 | Lo que te conté mientras te hacías la dormida |
| 2006 | Guapa                                         |

| An   | Album                     |
| ---- | ------------------------- |
| 2008 | A las cinco en el Astoria |
| 2011 | Cometas por el cielo      |